# Устиновка (Малинский район)
Усти́новка (укр. Устинівка) — село на Украине, находится в Малинском районе Житомирской области.
Код КОАТУУ — 1823488201. Население по переписи 2001 года составляет 206 человек. Почтовый индекс — 11652. Телефонный код — 4133. Занимает площадь 1,561 км².

## История

### Годы Великой Отечественной войны
В мае 1943 года главная команда «УПА-Север» направила своё подразделение в трёхмесячный рейд по временно оккупированным Житомирской области и западной части Киевской области Украинской ССР. За время рейда отдел провел 15 успешных боёв с германскими полицейскими частями и  группами грабителей. Этот отдел недалеко от с. Устиновка, Потиевского района (ныне — Малинского района), 25 июля 1943 года разбил германское воинское подразделение, которое было специально направлено на разгром этого спецотдела УПА. С германской стороны было более ста убитых, раненых и пленных.

## Адрес местного совета
11600, Житомирская область, Малинский район, с. Устиновка, ул. Кирова, 24; тел. 6-31-31.